# Fama (droit)
Dès l'Antiquité, la fama désigne la renommée au sens commun, c'est-à-dire la connaissance collective des faits et la réputation personnelle de l'individu au sein d'un groupe.
Au Moyen Âge, la fama prend une place de plus en plus importante dans la vie sociale. Au cours du Haut Moyen Âge, elle est surtout invoquée par l'Église, en relation avec l'obligation faite aux évêques et prêtres d'avoir bonne réputation auprès de la communauté des chrétiens (et avec l'interdiction pour les ecclésiastiques, inversement, d'être en état d'« infamie »). À partir du XIIe siècle, elle joue un rôle majeur dans l'exercice de la justice partout en Occident, et se trouve dès lors très souvent désignée avec les expressions vox et fama communis en latin, « voix et commune renommée » en français.

## Lafamadans le contexte juridique médiéval

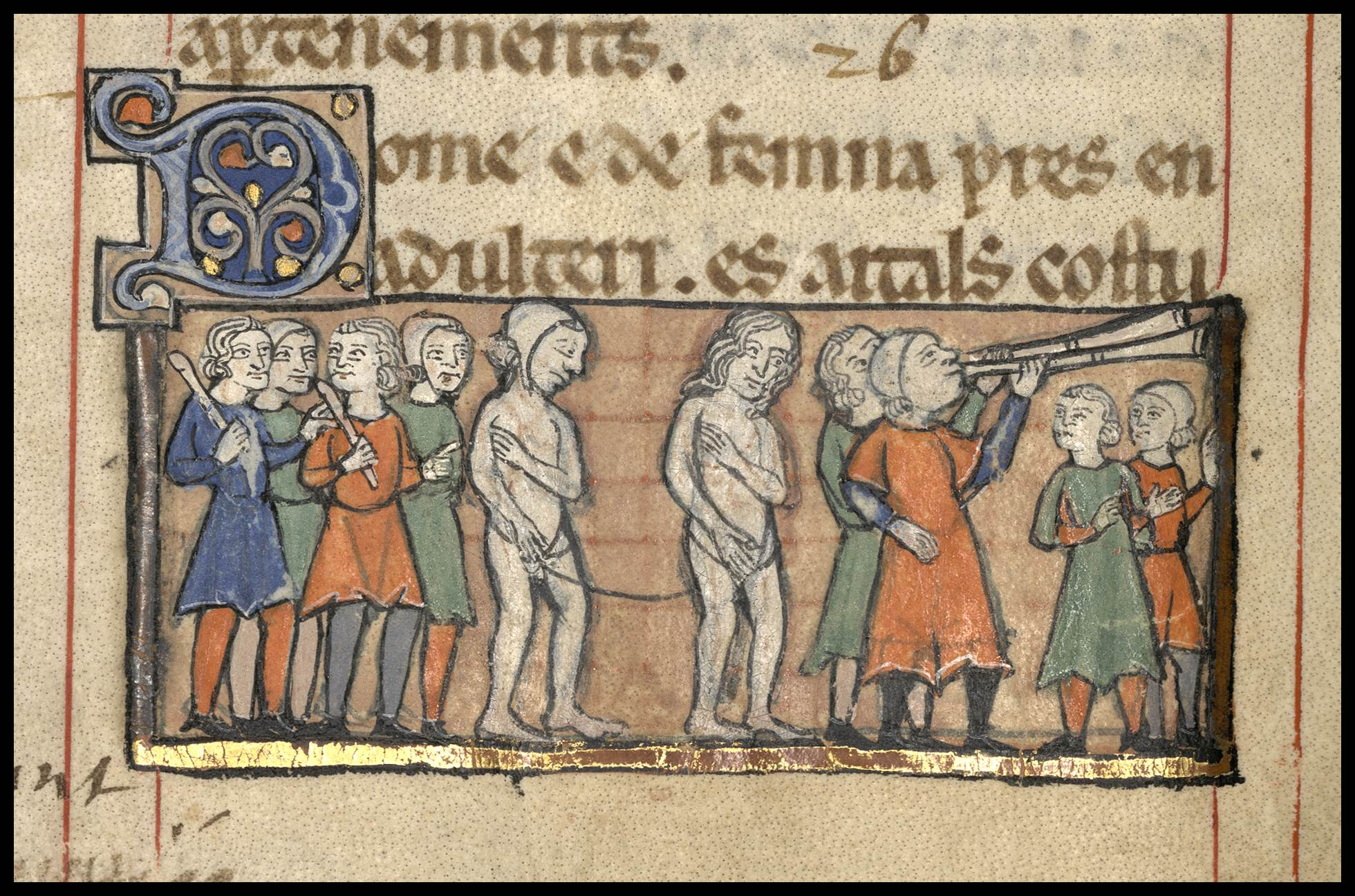
Comment s'établit une mauvaise renommée : bastonné et promené à grand bruit dans les rues, un couple adultérin est exposé à la moquerie publique.
Enluminure ornant le Livre des coutumes de la ville d'Agen, Archives départementales de Lot-et-Garonne, ms. 42,, milieu du XIIIe siècle.

Le terme « fama », dans le contexte juridique, comprend à la fois le bruit qui court sur un évènement et la réputation d’une personne. Ces notions de « bruit » et de réputation sont capitales, puisqu’elles ont un impact non seulement sur le déclenchement du procès, mais aussi sur sa procédure et son issue.
Cependant, la fama en tant que telle n’est jamais vraiment décrite. Elle peut être définie grâce à la notion d’infamie qui, bien que parfois explicitée, est très vaste. Pour Saint Louis, est infâme une personne « débauchée » ou jouant aux dés. Pour les juristes, sont généralement chargées d’infamie des personnes coupables de crimes graves comme le meurtre, celles qui ont été vaincues lors d’un duel judiciaire, celles qui n’ont pas respecté un devoir de fidélité, ou encore celles ayant manœuvré de manière malhonnête. De plus, le fait de ne pas avoir de profession permettant de subsister peut aussi mener à être qualifié d’infâme, tout comme d’avoir un caractère perçu comme déviant, instable, ou brutal. Le spectre recouvert par la notion d’infamie est donc très large, et une personne de bonne renommée est alors une personne qui n’est pas taxée d’infâme.
La fama est omniprésente dans les procès du Moyen Âge, bien qu’un grand nombre de juristes lui soit hostile : ils attirent généralement l’attention sur le fait qu’elle doit être questionnée avec prudence. L’auteur le plus clair quant à sa défiance à l’égard de la fama est sans doute Pierre Jacobi d’Aurillac, un jurisconsulte du XIVe siècle qui affirme que celle-ci est très dangereuse et souvent faussée, puisque l’on ignore d’où elle provient réellement, et que des ennemis de la personne concernée peuvent donc très bien être à son origine.
L’exploitation de la fama peut alors facilement mener à condamner des innocents, que ce soit en raison de conflits que ceux-ci ont pu avoir avec leur entourage, ou parce qu’ils appartiennent à une catégorie de personnes marginalisées. Les vagabonds, les anciens condamnés, les étrangers, les hommes sans activité professionnelle, etc. sont stéréotypés et courent un risque plus grand d’être désignés par « commune renommée » (c’est-à-dire par un bruit connu de tous) comme responsables d’un crime où un coupable n’a pas pu être identifié que des personnes répondant à la norme sociale. Ces personnes hors normes sont en effet non seulement fréquemment vues comme de potentiels criminels à cause des stéréotypes créés par la société, mais elles sont de plus parfois tout simplement incapables, à cause de leur situation, de produire des témoins pour attester de leur honnêteté. Au XVe siècle les mendiants sont, en France, fréquemment désignés comme responsables des actions criminelles inexplicables.
Cependant, la défiance des juristes à l’égard de la fama et son imprécision n’empêchent pas le recours régulier à ce concept dans un très grand nombre de procès, du début à la fin de la procédure.

### Passage de l’accusatoire à l’inquisitoire
Le système pénal connaît un tournant au cours du XIIIe siècle. Avant cela, les tribunaux européens suivaient la procédure dite « accusatoire ». Les poursuites étaient alors parfois difficiles, puisque l’action en justice devait non seulement être lancée par la partie lésée ou ses proches, mais les preuves devaient aussi être apportées par ceux-ci. Si le doute subsistait, il était courant de pratiquer l’ordalie (c’est-à-dire de demander à Dieu d’innocenter ou non le prévenu par le biais d’un signe divin ; par exemple, il pouvait être requis de l’accusé qu’il plonge son bras dans un récipient d’eau bouillante, et qu’il exhibe quelques jours plus tard ce bras afin de montrer si Dieu avait miraculeusement guéri la blessure ou non) ou le duel  judiciaire. Il était aussi possible, plus simplement, de demander à l’accusé de prouver son honnêteté (et donc de confirmer sa bonne renommée), en la faisant approuver  par une série de témoins. Il est à noter que, quelle que soit la méthode utilisée, le juge n’est dans la procédure accusatoire qu’un arbitre : il appartient aux parties d’apporter les preuves de leurs affirmations.
Cependant, au début du XIII, les tribunaux de l’Europe occidentale commencent progressivement à abandonner le système accusatoire, pour passer à un système dit « inquisitoire ». Le premier pas dans le sens de ce deuxième système est fait par le concile de Latran IV de 1215, qui interdit le recours à l’ordalie. La procédure pénale qui apparaît alors donne un rôle nouveau au juge : il n’est plus un simple arbitre, mais il peut lancer lui-même un procès et rechercher des preuves.

### Lafamadans la procédure accusatoire
Dans la procédure accusatoire, il appartient donc en théorie à la victime ou à son lignage de lancer la procédure. Cependant, l’auteur du crime est parfois inconnu, ou bien la victime ou son entourage ne se manifeste simplement pas. Généralement, cette situation où aucun criminel ne peut être dénoncé inquiète les populations. Pour calmer les craintes, la « commune renommée », parfois qualifiée de « fama », permet alors de poursuivre une personne suspectée sans que la victime ou son lignage n’ait joué le rôle d’accusateur. Pour cela, deux éléments sont nécessaires : un bruit quant au méfait qui aurait été commis doit être parvenu à la connaissance du juge, et une personne doit être perçue comme coupable par une partie de la société, de par sa réputation.
À noter que ce procédé permettant de faire intervenir le juge directement est utilisé par les tribunaux ecclésiastiques dès le IXe siècle déjà. Le juge peut alors entamer une procédure appelée « aprise ». Mais cette procédure, qui d’ailleurs n’est pas systématique, permet uniquement d’emprisonner la personne suspectée et d’encourager un accusateur éventuel à se déclarer. Si aucun accusateur ne se manifeste, le juge peut proposer à la personne incarcérée d’accepter ou de refuser d’être l’objet d’une enquête, appelée « enquête du pays », et d’être jugée selon les résultats de celle-ci. Si le suspect refuse, le juge peut le libérer ou le bannir, mais il ne peut en aucun cas le condamner à la peine de mort. Si l’accusé accepte d’être soumis à  l’enquête, celle-ci concernera plus la personnalité du suspect que l’infraction qu’il aurait commise. Sa réputation, bonne ou mauvaise, aura donc un impact direct sur l’issue du procès. Un appel à témoins est effectué dans son pays d’origine, dans les régions où il a longtemps demeuré, et sur le lieu de l’infraction. D’une manière générale, toute personne qui a connu de près ou de loin l’accusé et qui n’est pas diffamée (« toutes bonnes genz ») peut se constituer témoin. Néanmoins, la renommée, la fama, du témoin est elle aussi essentielle : le témoignage d’une personnalité jouissant d’une bonne renommée, c’est-à-dire d’une personne bien vue par la société et/ou issue de la noblesse (le statut de noble protégeant parfois son détenteur puisque celui-ci, par son état, est supposé disposer d’un honneur qui n’est pas sujet à des fluctuations comme peut l’être la renommée), aura un poids conséquent sur l’enquête. Le témoin doit alors déposer sur ce qu’il sait, ou croit savoir, du caractère et du comportement général du suspect.
Il est toutefois à noter que l’accusé conserve un droit de regard sur les témoins qui lui sont attribués : il est autorisé à rédiger une liste de ses connaissances dont le témoignage risquerait de manquer d’objectivité. Il doit simplement indiquer les motifs qui le conduisent à mettre de côté untel ou unetelle. S’il est de manière générale bien vu par ses proches, ses voisins, et ses fréquentations, il aura alors tout intérêt à accepter l’enquête du pays et ses résultats, qu’il soit l’auteur du crime qui lui est imputé ou non. La renommée du suspect a en effet un poids considérable sur l’issue du procès puisque celui-ci est basé avant tout sur une série de témoignages, et non sur l’évidence des faits.

### Lafamadans la procédure inquisitoire
Dans ce type de procédure, et dans la continuité de l’apprise, il est possible pour le juge de poursuivre une personne d’office à la suite d’une rumeur quant à un crime qui lui parvient. De plus, la réputation de cette personne doit toujours conduire au moins une partie de la société à lui imputer la culpabilité du crime. Mais la notion de « mauvaise renommée » est de mieux en mieux précisée au cours de la période de transition entre les procédures accusatoire et inquisitoire, notamment par les juristes. La renommée du suspect doit ici être très rapidement établie, puisque de cette renommée va dépendre la suite de la procédure. La procédure sera soit « extraordinaire », soit « ordinaire », selon la renommée de l’accusé. La procédure extraordinaire autorise non seulement l'emprisonnement du suspect, mais aussi le recours à la torture. Cette procédure, normalement utilisée pour des crimes considérés comme très graves et passibles de la peine de mort, peut être appliquée à des crimes de gravité moindre si l’accusé a une mauvaise réputation.
De plus, la réputation du suspect influence également l’issue du jugement, d’une manière peut être plus importante encore que dans la procédure accusatoire. Non seulement sa renommée entre en compte, à l’issue du procès, dans le choix de la peine avant d’autres aspects tels que la gravité du crime ou la récidive, mais une mauvaise renommée suffit aussi parfois, en complément d’un seul et unique témoignage, pour établir la preuve de la culpabilité. Ce dernier point est sujet à discussions chez de nombreux auteurs médiévaux, mais l’intérêt des juges pour la fama de l’accusé demeure évident.

### Les témoins
À partir du XIIe siècle, les témoins forment une composante essentielle du procès puisque l’enquête au sujet de la réputation du prévenu (qui est basée sur une série de témoignages), occupe une place centrale dans la procédure que ce soit dans le système accusatoire ou le système inquisitoire. En théorie, toute personne non diffamée qui sait ou croit savoir quelque chose sur l’accusé est appelée à témoigner. Cette idée de diffamation est laissée à l’appréciation du juge : celui-ci possède une importante « marge de manœuvre » pour décider de récuser des témoins ou non. Les témoins présents dépendront donc directement du juge et, pour ce qui est de la procédure accusatoire, du prévenu, qui peut choisir de décharger certains témoins qui manqueraient d’objectivité à son égard.
Toutefois, le crédit accordé au témoin dépendra en grande partie de la fama de celui-ci. Il est en effet non seulement habituel que le témoin décline son statut (s’il est noble) ou son métier avant de s’exprimer, mais il arrive aussi que dans certains cas qu’il précise qu’il est marié. Le fait d’être marié et donc de répondre positivement à la norme sociale proposée par l’Église donne une certaine « honorabilité » au témoin, et apporte ainsi un plus grand poids à son témoignage. Le suspect aura de ce fait tout intérêt à avoir de son côté un grand nombre de témoins aptes à témoigner de sa bonne renommée, mais aussi des témoins fiables selon, entre autres, les critères susmentionnés, étant donné que l’appréciation de la fama se fait sur un critère quantitatif et qualitatif des témoins.

### La victime

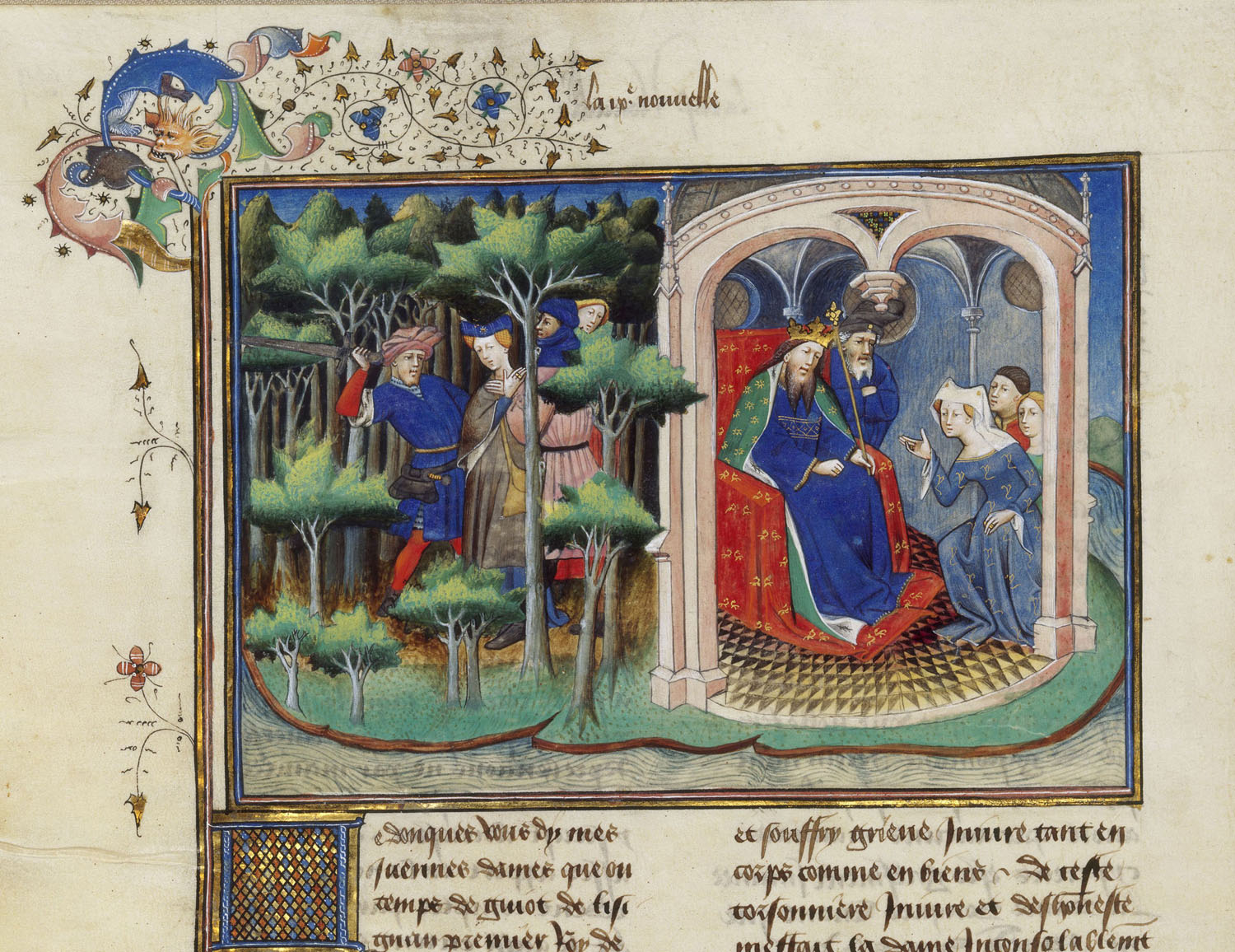
Après avoir subi un viol en forêt sous la menace d'une épée, une femme adresse une supplique au roi.
Enluminure ornant un manuscrit du Décaméron de Boccace, bibliothèque de l'Arsenal, ms. 5070,, XVe siècle.

La fama de la victime peut, elle aussi, avoir un impact important sur l’issue du procès. La renommée de la victime et celle de l’accusé sont régulièrement mises en balance pour décider si oui ou non les faits ont pu se produire.
L’importance de la réputation de la victime se vérifie tout particulièrement dans le cas d’un viol. En effet, un viol sera plus ou moins facilement justifié en fonction du statut de la victime. Pour se rendre compte de cet état de fait, il est important de distinguer trois « catégories » de femmes : les professionnelles (qu’elles appartiennent à un bordel ou non),  les femmes que la société « fragilise », c’est-à-dire celles exerçant une activité professionnelle qui les place dans un statut de subordination, qu’elles soient veuves ou célibataires en âge d’être mariées, et finalement les femmes mariées et les jeunes vierges. Il est alors tout particulièrement peu difficile de justifier un viol commis sur une femme appartenant à la première catégorie ; la peine sera souvent atténuée, voir nulle. L’agression sexuelle est ainsi effectivement toujours considérée comme un crime, puisque la prostituée est censée avoir le droit de choisir le moment de l’acte et le partenaire, mais la responsabilité de l’agresseur est atténuée. Généralement, la victime ne peut alors pas demander mieux qu’une rémunération pour l’acte sexuel qui a eu lieu, parfois accompagnée d’un dédommagement si ses vêtements ont été abîmés par son agresseur.
De même, il est relativement facile de justifier un viol commis sur des femmes appartenant à la seconde catégorie. Celles-ci ne sont évidemment pas toutes diffamées mais, n’entrant pas dans la norme qui est celle du mariage,  elles sont assez aisément tenues pour immorales, d’autant plus si leur éventuelle situation de concubine ou de maîtresse est bien connue de la société. De plus, le statut de subordination d’une servante ou d’une chambrière la rend tout particulièrement impuissante face aux violences sexuelles.
La renommée de la victime a donc elle aussi un grand poids sur le procès. L’accusé aura tout intérêt à démontrer que non seulement il jouit d’une bonne réputation, mais aussi que sa victime est diffamée.